# Остроумов, Сергей Александрович
Сергей Александрович Остроумов (28 августа 1889, с. Ново-Татарово, Вязниковский уезд, Владимирская губерния — 1985) — советский военачальник, полковник (1938), участник Первой мировой, Гражданской и Великой Отечественной войн.

## Биография
В декабре 1914 года вступил в Русскую императорскую армию, в 1915 году окончил Чугуевское военное училище. Во время Первой мировой войны служил рядовым в 115- й запасном батальоне во Владимире, а затем в 307-м пехотном Спасском полку. В марте 1918 года начал службу в Рабоче-крестьянской Красной армии и был направлен на Восточный фронт.
Во время Гражданской войны осенью 1919 года участвовал в боевой операции по обороне Петрограда в районе Ямбурга.
В 1939 году занимал должность начальника кафедры боевой подготовки Краснознаменного военного факультета им. В. И. Ленина Государственного Центрального ордена Ленина института физической культуры им. И. В. Сталина в Москве.
Во время Великой Отечественной войны служил в составе 19-го стрелкового корпуса 23-й армии Северного фронта и в её составе защищал Ленинград от финских войск.
В декабре 1942 года занимался формированием 284-й стрелковой дивизии, а в мае 1942 года начал преподавать в Военной академии РККА им. М. В. Фрунзе.
В апреле 1949 года был назначен преподавателем тактической подготовки Ордена Ленина Краснознаменного Военного института МВД СССР.
25 ноября 1950 года был уволен в отставку. 

## Награды[1]
- Орден Ленина
- 2 Ордена Красного Знамени
- Орден Отечественной войны I степени
- Орден Красной Звезды
- Медаль «За оборону Ленинграда»
- Медаль «За взятие Вены»
- Медаль «За взятие Будапешта»
- Юбилейная медаль «Двадцать лет Победы в Великой Отечественной войне 1941—1945 гг.»
- Юбилейная медаль «Тридцать лет Победы в Великой Отечественной войне 1941—1945 гг.»
- Юбилейная медаль «Сорок лет Победы в Великой Отечественной войне 1941—1945 гг.»
- Медаль «XX лет Рабоче-Крестьянской Красной Армии»
- Юбилейная медаль «30 лет Советской Армии и Флота»
- Юбилейная медаль «40 лет Вооружённых Сил СССР»
- Юбилейная медаль «50 лет Вооружённых Сил СССР»
- Юбилейная медаль «60 лет Вооружённых Сил СССР».